# Liste der Monuments historiques in Saint-Lumier-en-Champagne
Die Liste der Monuments historiques in Saint-Lumier-en-Champagne führt die Monuments historiques in der französischen Gemeinde Saint-Lumier-en-Champagne auf.

## Liste der Objekte
| Bezeichnung                                       | Beschreibung                                        | Standort                       | Kennzeichnung | Schutzstatus    | Datum  | Bild |
| ------------------------------------------------- | --------------------------------------------------- | ------------------------------ | ------------- | --------------- | ------ | ---- |
| Gemälde Mystische Hochzeit der heiligen Katharina | Ölfarbe auf Leinwand, 17. Jahrhundert               | in der Kirche St-Lumier (Lage) | PM51001598    | Classé gelöscht | 1913 ? |      |
| Taufbecken (1)                                    | Stein, 17. Jahrhundert                              | in der Kirche St-Lumier (Lage) | PM51002185    | Inscrit         | 1974   |      |
| Skulptur Madonna mit Kind                         | Holz, farbig gefasst, 17. Jahrhundert               | in der Kirche St-Lumier (Lage) | PM51002182    | Inscrit         | 1974   |      |
| Skulptur Heiliger Leudomerus                      | Holz, farbig gefasst und vergoldet, 18. Jahrhundert | in der Kirche St-Lumier (Lage) | PM51002183    | Inscrit         | 1974   |      |
| Skulptur einer Heiligen                           | Holz, farbig gefasst, 17. Jahrhundert               | in der Kirche St-Lumier (Lage) | PM51000984    | Classé          | 1966   |      |
| Taufbecken (2)                                    | Stein, 12. Jahrhundert                              | in der Kirche St-Lumier (Lage) | PM51002184    | Inscrit         | 1974   |      |
| Lesepult                                          | Holz, 18. Jahrhundert                               | in der Kirche St-Lumier (Lage) | PM51002181    | Inscrit         | 1974   |      |
| Fünf Hocker für Chorknaben                        | Holz, 19. Jahrhundert                               | in der Kirche St-Lumier (Lage) | PM51002228    | Inscrit         | 1975   |      |